# Hugues Ier de Vermandois

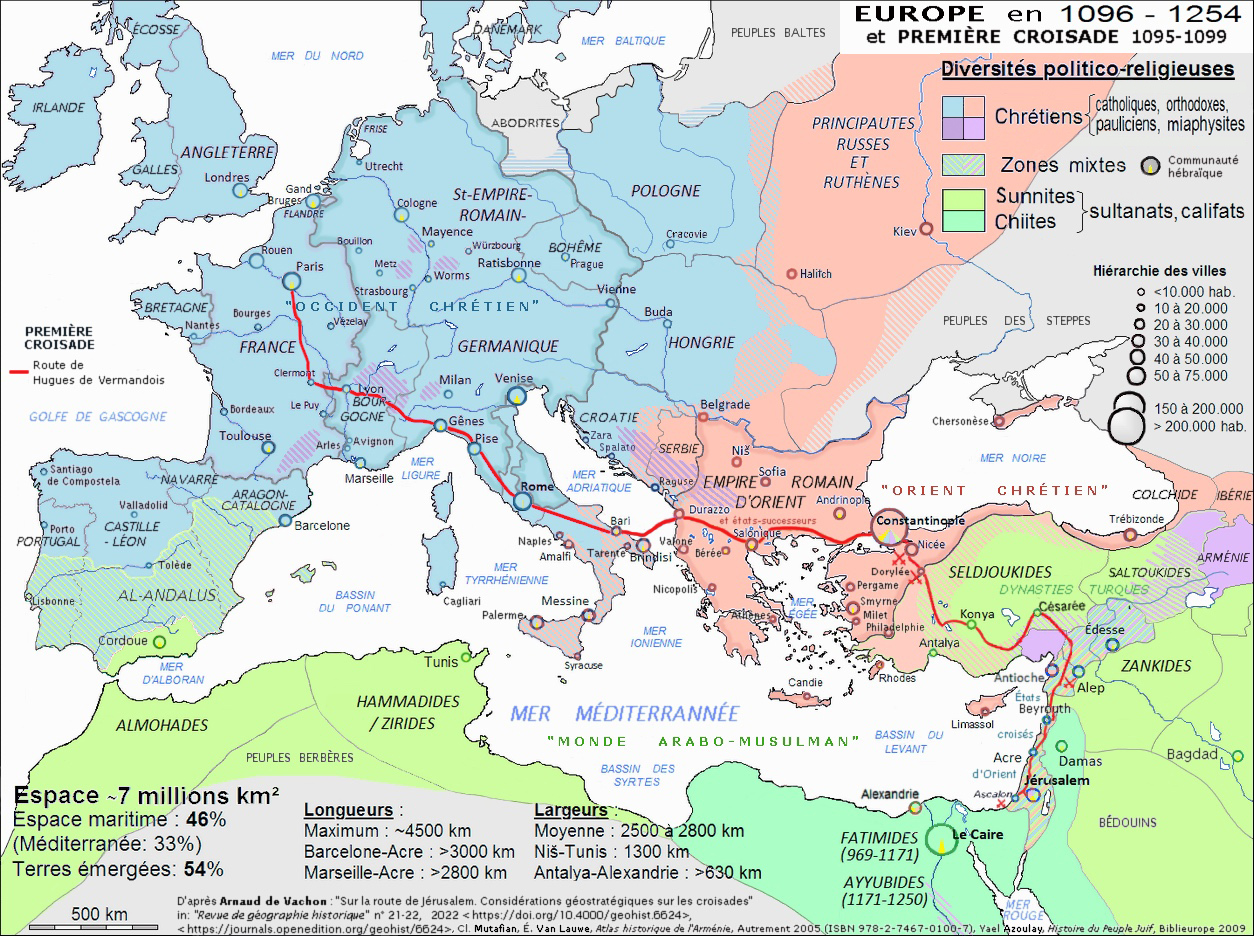
Route d'Hugues Ier de Vermandois.

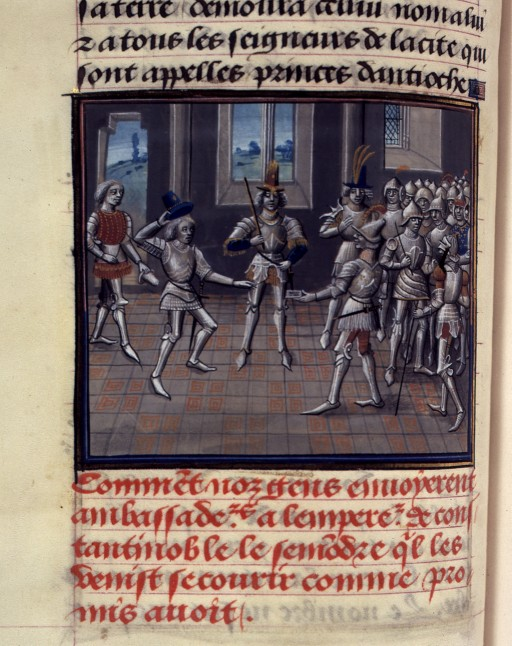
Alexis Comnène et Hugues de Vermandois
Guillaume de Tyr, Historia (BNF, Mss.Fr.68, folio 83v).

Ne doit pas être confondu avec Hugues le Grand (robertien).
Pour les articles homonymes, voir Hugues le Grand, Hugues et Hugues Ier.
Hugues Ier de Vermandois, dit « Hugues le Grand », né en 1057, mort le 18 octobre 1101, comte de Vermandois et de Valois, fils d'Henri Ier, roi de France, et d'Anne de Kiev.
Il est le frère cadet du roi Philippe Ier.

## Biographie
Capétien, il épouse Adélaïde de Vermandois (vers 1062-1122), carolingienne, fille d'Herbert IV, comte de Vermandois et de Valois, et d'Alix de Valois. Il succède à son beau-père en 1080. Il est ainsi le fondateur de la lignée des comtes de Vermandois capétiens.
Il fonde une collégiale à Saint-Quentin en l'honneur de sainte Pexine.

« Sainte Pechine, dont on prétend que le véritable nom est Sainte Persévérande. Elle étoit Espagnole ; & ayant mené une vie austère, pénitente & chrétienne, du temps des persécutions, avec une autre Vierge nommée Sainte Colombe, un Préteur Romain & Païen les chassa d'Espagne, & elles passèrent en France. Sainte Pechine mourut en Poitou dans un petit lieu nommé Thorignac. Hugues de France, comte de Vermandois, ayant fait la guerre dans cette province, découvrit ses reliques, les emporta, & crut avoir fait une grande conquête. Il les fit transporter à Saint-Quentin, bâtit une église exprès, & fonda une collégiale en l'honneur de cette Sainte. »

— André-Guillaume Contant d'Orville, André René de Voyer d'Argenson de Paulmy, Mélanges tirés d'une grande bibliothèque, vol. 21, 1783, p. 184-185,
Il prend la croix avec Godefroy de Bouillon et combat au siège de Nicée, à Dorylée. Après la prise d'Antioche, où il gagne le surnom de « Grand », les Turcs viennent assiéger la ville et Hugues, découragé, abandonne les croisés et revient en France sans avoir accompli son vœu. La prise de Jérusalem le couvre de honte et, pour réparer son manquement, il repart vers la Palestine ; il est blessé dans un combat au bord du fleuve Halys et meurt à Tarse, en Cilicie.

## Enfants
De son épouse, il a :
- Mahaut, ou Maud ou Mathilde, (1080-1130), mariée en 1090 avec Raoul Ier de Beaugency (1068-1113) ;
- Béatrice (1082-après 1144), mariée à Hugues IV de Gournay ;
- Raoul Ier (1085-14 octobre 1152) ;
- Isabelle ou Élisabeth (1085-1131), mariée à Robert de Beaumont, comte de Meulan, puis à Guillaume II de Warenne, comte de Surrey ;
- Constance, (1086-??), mariée à Godefroy de la Ferté d'Ancoul (-sous-Jouarre), d'où :
  - Ade de La Ferté-Ancoul ou de Vermandois, vicomtesse de Meaux, femme de Simon d'Oisy (fils d'Hugues II d'Oisy, neveu de Fastré Ier et cousin germain de Gossuin Ier le Borgne, seigneur d'Avesnes), mère :
    - du trouvère Hugues III d'Oisy,
    - et d'Hildiarde d'Oisy : cette dernière, châtelaine de Cambrai, dame héritière d'Oisy, de Crèvecœur et de La Ferté-sous-Jouarre, vicomtesse de Meaux, épouse André de Montmirail et La Ferté-Gaucher (sans doute aussi maître de Condé) et sera la mère du connétable et bienheureux Jean de Montmirel, d'où la suite de toutes ces seigneuries ;
- Agnès (1090-1125), marié à Boniface de Savone ;
- Henri (1091-1130), seigneur de Chaumont-en-Vexin, tué lors d'une bataille avec Thomas de Marle ;
- Simon de Vermandois (1093-10 février 1148), évêque de Noyon ;
- Guillaume, (vers 1094-vers 1096) (= possible Guillaume de Vermandois, marié à Isabelle, fille illégitime du roi Louis VI de France).